# Раш (компьютерные игры)
Раш (англ. Rush, дословно — «натиск, напор») — в стратегиях реального времени и шутерах от первого лица быстрая атака в самом начале игры. 
В стратегиях опасность раша заставляет игроков с самого начала уделять особое внимание защите базы и тратить ресурсы на её укрепление, что сдерживает их от быстрого совершенствования в технологиях. С другой стороны, если оппонент отражает раш, игрок сам теряет инициативу, поскольку все ресурсы при раше отдаются на постройку юнитов. Из стратегий появились понятия tank rush (массированная атака хорошо бронированными юнитами, впервые появившаяся в играх серии Command & Conquer), zerg rush (тактика раша за зергов в StarCraft с помощью зерглингов или тараканов, так как эти юниты появляются в игре очень рано, дешево и быстро производятся и очень эффективны против других низкоуровневых юнитов за те же ресурсы). Применяется также в других стратегиях реального времени, например, линейке Age of Empires. В самом начале крестьяне отправляются на постройку зданий для создания войск, затем в полном составе на добычу ресурсов. А солдаты, которых надо периодически волнами посылать на противника, могут нанести немалый ущерб. Дело в том, что в играх этой линейки окружить город стенами и башнями — пожалуй, самый эффективный способ выстроить оборону. Но он требует много времени, которого в начале обычно нет.
Если оба игрока решили провести раш, обычно побеждает тот, кто приступил к нему быстрее.
В файтинге эта атака называется рашдаун (англ. rushdown). В массовых многопользовательских онлайновых ролевых играх термином «раш» называется подход, при котором герои пропускают обычный путь самосовершенствования благодаря поддержке со стороны других игроков.
В некоторых играх с тех пор появились конструкции, которые не так легко поддаются раше. Например, в серии Hegemony управление снабжением и (сезонными) ресурсами стало неотъемлемой частью игрового процесса, что ограничило быструю экспансию.
В поисковой системе Google есть пасхальное яйцо, связанное с понятием: при поисковом запросе по фразе zerg rush возникает скрытый режим графической игры. Блоки с результатами поиска на странице атакуют множественные графические элементы в виде стилизованных под логотип букв o, отнимая у них очки прочности и разрушая их. Защитить результаты поиска можно, кликая мышью по нападающим с отниманием у них очков здоровья. В конце игры, когда все блоки с результатами поиска на странице разрушены, буквы выстраиваются в изображение аббревиатуры GG (от англ. good game — приятно было играть, дословно — хорошая игра), результаты защиты можно опубликовать в Google+ или сбросить, перейдя к обычной странице результатов поиска[значимость факта?].